# Friedrich Christian Glume

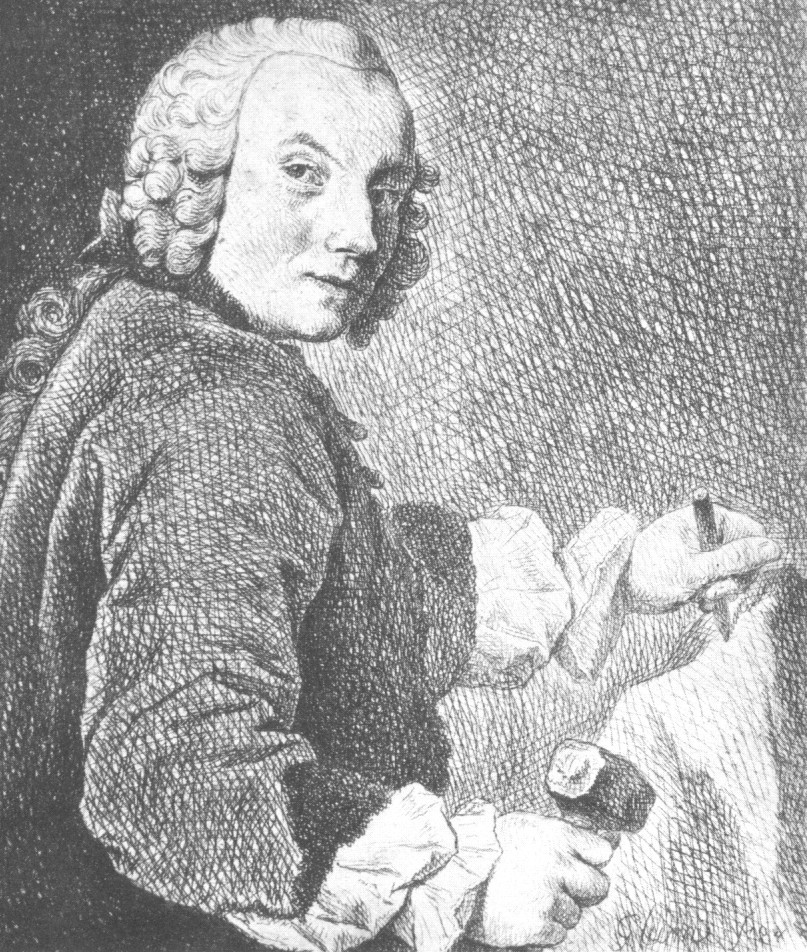
Glume bei der Arbeit, 1745

Friedrich Christian Glume (* 25. März 1714 in Berlin; † 6. April 1752 ebenda) war ein preußischer Bildhauer zur Zeit Friedrichs des Großen. Er gilt als einer der bedeutendsten Bildhauer Potsdams und des Friderizianischen Rokokos.

## Familie
Friedrich Christian Glumes Bruder Carl Philipp (1724–1776) war ebenfalls Bildhauer. Ihr Vater war der Schlüter-Schüler Johann Georg Glume (1679–1765), der an der Gruft der Potsdamer Garnisonkirche mitarbeitete und das Denkmal für den Großen Kurfürsten in Rathenow schuf. Es gibt in Potsdam eine nach der Bildhauerfamilie Glume benannte Glumestraße.

## Werke
- Bacchanten und Bacchantinnen am Schloss Sanssouci
- Skulpturen der Pferdebändiger und Reitergruppen über den Portalen des Marstalls (jetzt Filmmuseum Potsdam)
- Obeliskportal in Potsdam
- Die allegorischen Figuren Caritas und Spes am Portal der Französischen Kirche in Potsdam
- Hermengruppe am Eingang des Eiskellers in Wustrau

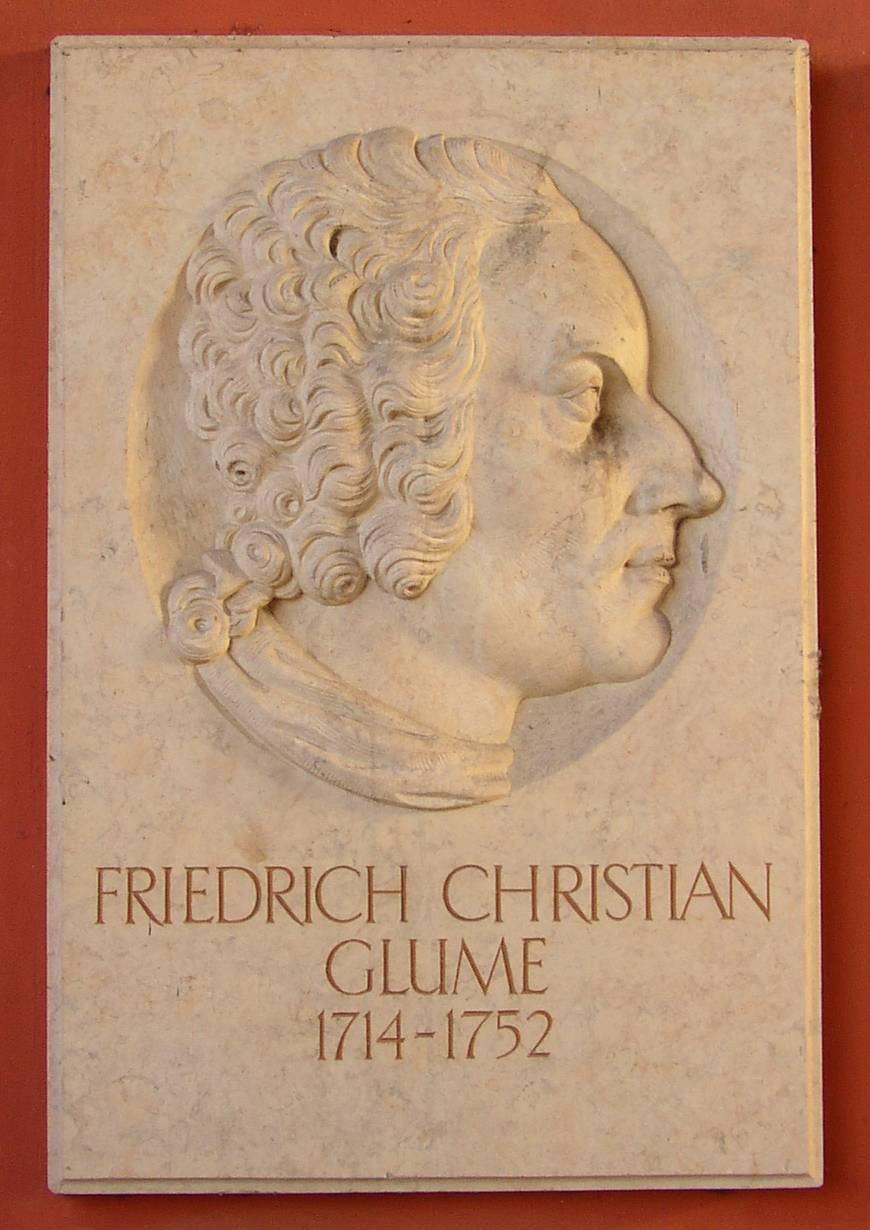
Gedenktafel
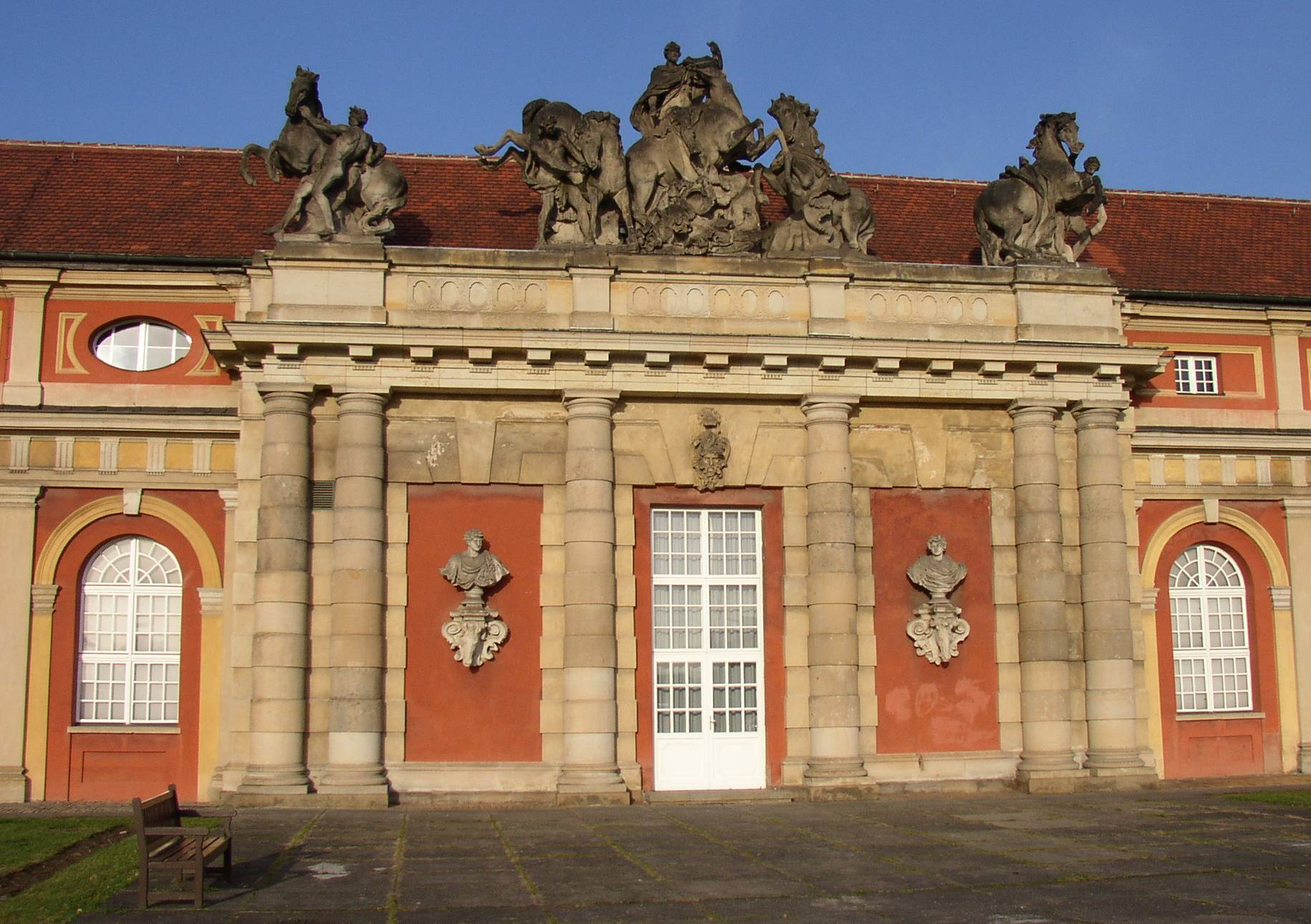
Pferdegruppen am Marstall
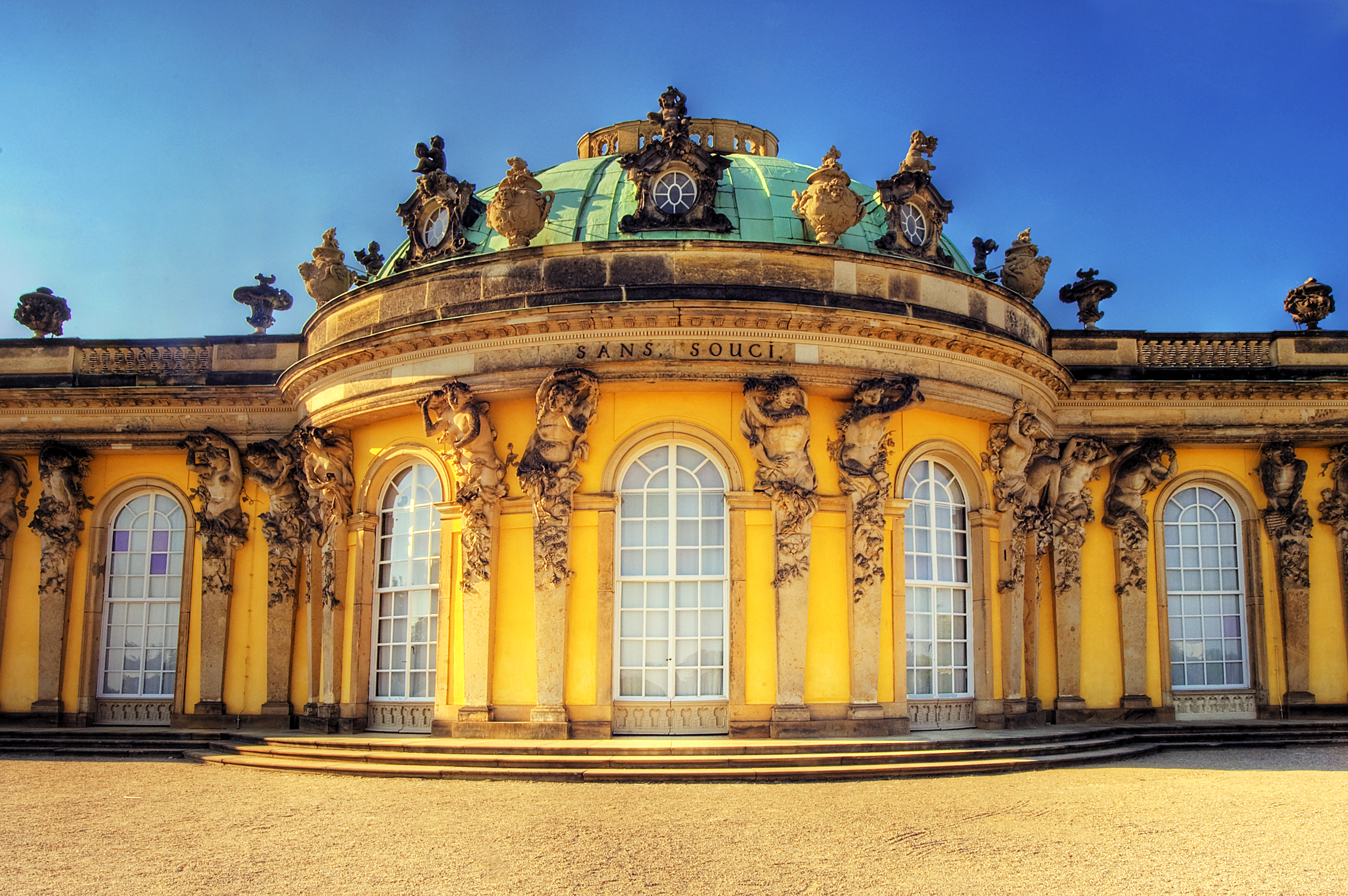
Bauschmuck in Sanssouci
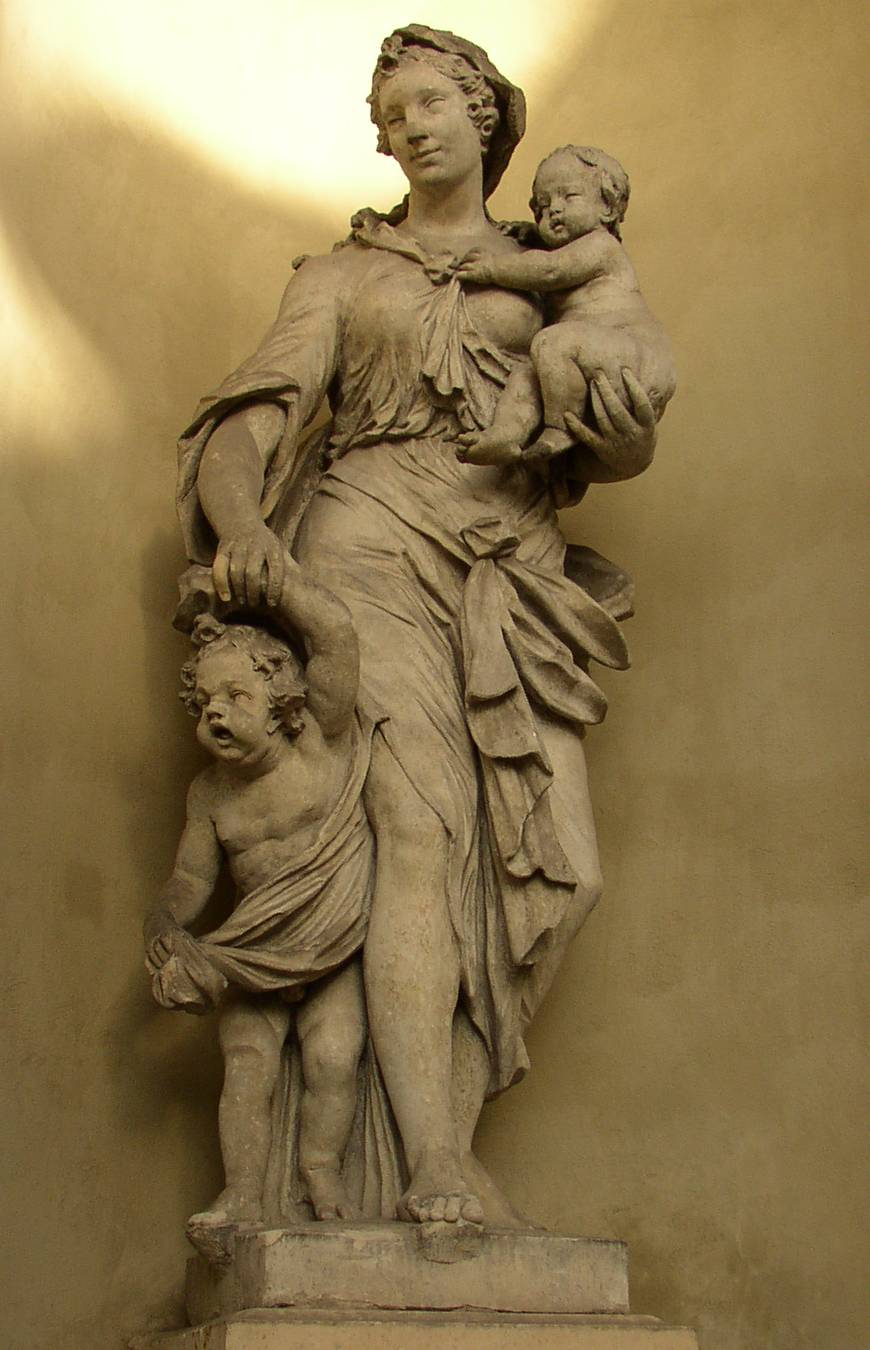
Figur rechts des Portals der Französischen Kirche
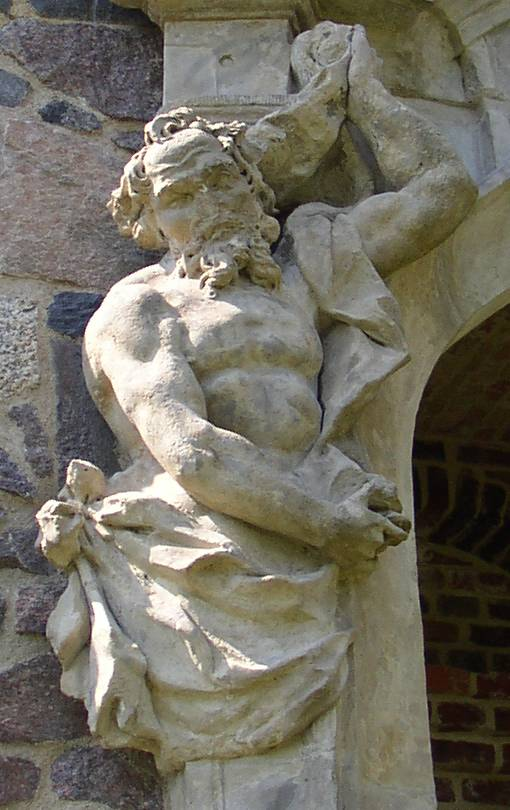
Herme am Eiskeller in Wustrau